# Rothrist
Rothrist (toponimo tedesco; fino al 1890 Niederwil (Zofingen)) è un comune svizzero di 8 922 abitanti del Canton Argovia, nel distretto di Zofingen.

## Monumenti e luoghi d'interesse

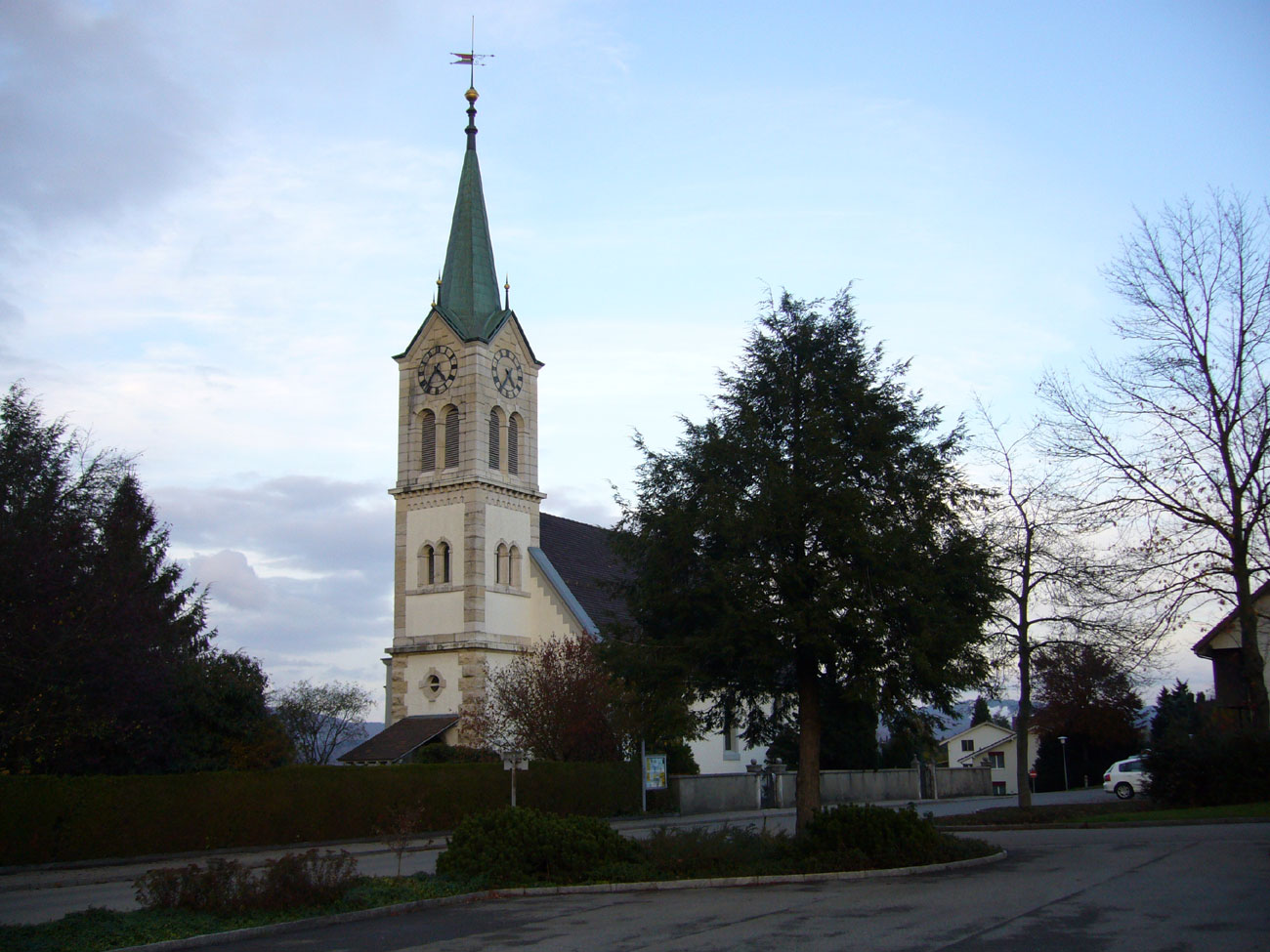
La chiesa riformata

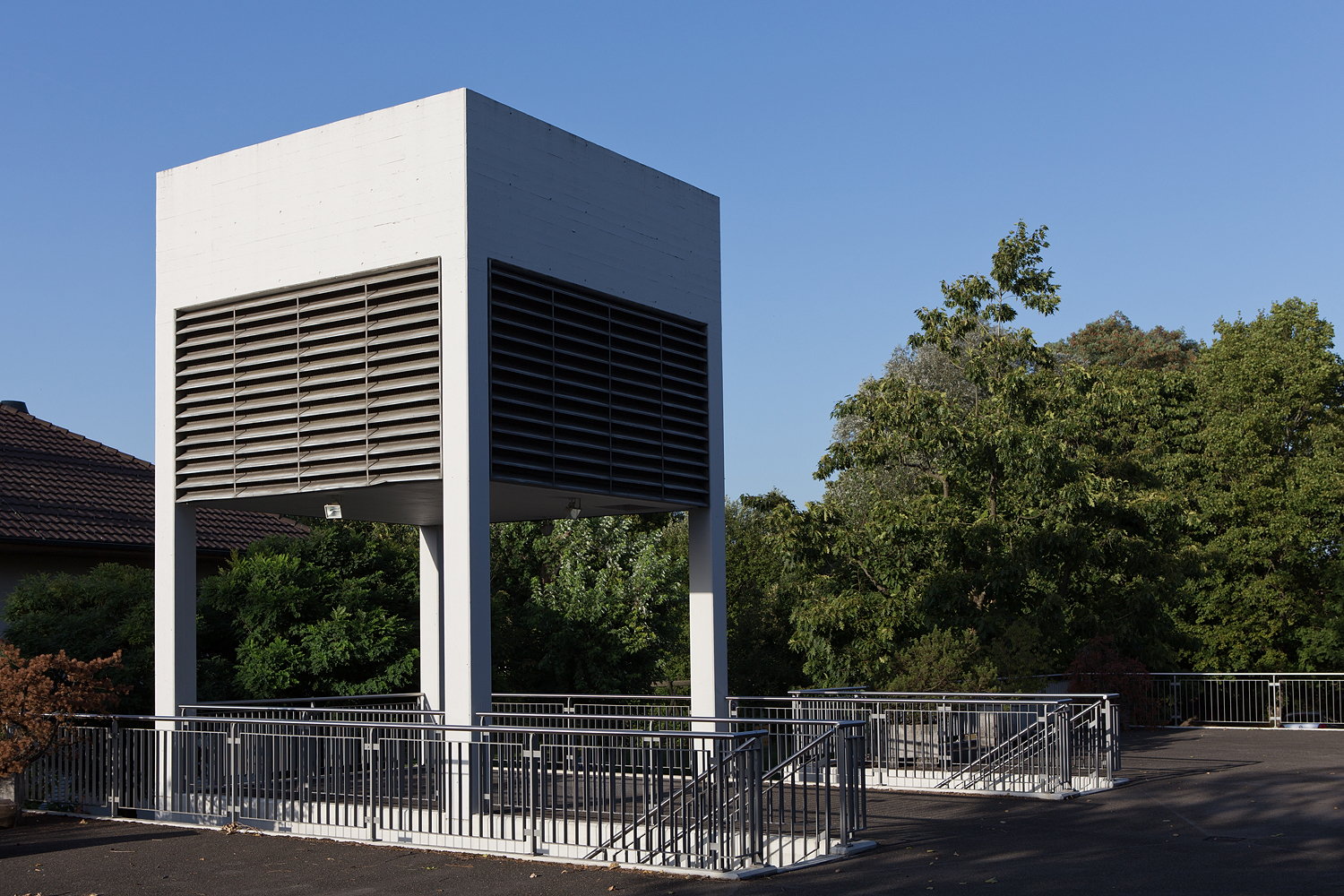
La chiesa cattolica

- Chiesa riformata, eretta nel 1714[1];
- Chiesa cattolica, eretta nel 1971[1].

## Società

### Evoluzione demografica
L'evoluzione demografica è riportata nella seguente tabella:
Abitanti censiti

## Infrastrutture e trasporti

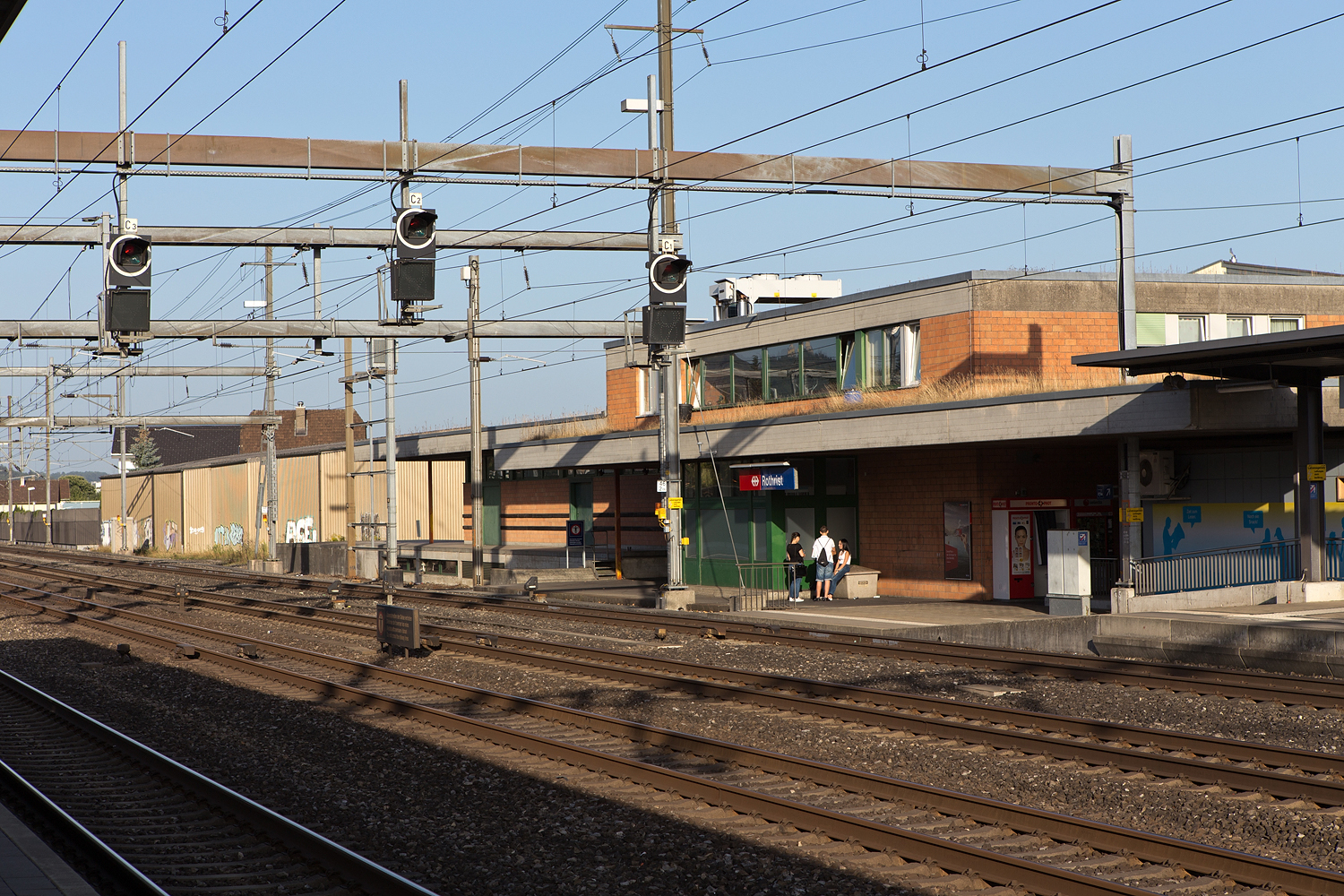
La stazione di Rothrist

Rothrist è servito dall'omonima stazione, situata sulla ferrovia Olten-Berna e capolinea della ferrovia Mattstetten-Rothrist.

## Amministrazione
Ogni famiglia originaria del luogo fa parte del cosiddetto comune patriziale e ha la responsabilità della manutenzione di ogni bene ricadente all'interno dei confini del comune.